# Coupe du monde de cyclo-cross 2000-2001
Navigation
1999-2000 2001-2002
La 8e édition de la coupe du monde de cyclo-cross s'est déroulée entre les mois de novembre 2000 et janvier 2001. Elle comprenait six manches disputées par les hommes. Le classement général a été remporté pour la deuxième fois par le Néerlandais Richard Groenendaal.

## Résultats
| #  | Lieu        | Date        | Vainqueur           | Deuxième            | Troisième           |
| -- | ----------- | ----------- | ------------------- | ------------------- | ------------------- |
| 1. | Bergame     | 5 novembre  | Richard Groenendaal | Bart Wellens        | Mario De Clercq     |
| 2. | Tábor       | 18 novembre | Bart Wellens        | Richard Groenendaal | Mario De Clercq     |
| 3. | Leudelange  | 3 décembre  | Richard Groenendaal | Erwin Vervecken     | Petr Dlask          |
| 4. | Zolder      | 17 décembre | Sven Nys            | Petr Dlask          | Bart Wellens        |
| 5. | Zeddam      | 7 janvier   | Sven Nys            | Petr Dlask          | Richard Groenendaal |
| 6. | Pontchâteau | 21 janvier  | Richard Groenendaal | Daniele Pontoni     | Petr Dlask          |

## Classement final
|    | Coureur             | Pays     | Pts |
| 1  | Richard Groenendaal | Pays-Bas | 310 |
| 2  | Bart Wellens        | Belgique | 225 |
| 3  | Mario De Clercq     | Belgique | 223 |
| 4  | Petr Dlask          | Tchéquie | 218 |
| 5  | Erwin Vervecken     | Belgique | 190 |
| 6  | Sven Nys            | Belgique | 179 |
| 7  | Tom Vannoppen       | Belgique | 173 |
| 8  | Daniele Pontoni     | Italie   | 150 |
| 9  | Jiří Pospíšil       | Tchéquie | 149 |
| 10 | Gerben de Knegt     | Pays-Bas | 123 |